# Ludvig Allström
Ludvig Lars Allström, född 11 november 1723 i Karlstad, Närkes och Värmlands län, död 5 oktober 1790 i Ransäters socken, Värmlands län, var brukspatron på Ransberg, Övre Hammarens övre härd. Han var gift med Lisa Caisa Herweg.
Ludvig Allström köpte 1767 Ransbergs herrgård, Övre Hammarens övre härd och blir i och med köpet brukspatron på Ransberg. Han sålde ganska snart egendomen till John Hall den äldre, men stannade kvar som förvaltare på Ransberg. Allströms efterträdare som förvaltare på Ransberg blev hans måg Adolf Engholm.